# La Folle Histoire du monde
Série
La Folle Histoire du monde 2
(2023)
Pour plus de détails, voir Fiche technique et Distribution.
La Folle Histoire du monde (History of the World: Part I) est un film de Mel Brooks sorti en 1981.
En 2023, plus de quarante ans après la sortie du film, Mel Brooks réalise une suite pour Hulu, La Folle Histoire du monde 2, sous forme de mini-série.

## Synopsis
Satire du monde, de l'âge de la pierre à la Révolution française.

### L'Âge de Pierre
Dans la première partie, Mel Brooks raconte les premiers temps de l'humanité, avec par exemple, la naissance de l'humour, de la musique et de l'art et « une autre, inévitable, celle du critique » (à ce moment, un barbu un peu snob s'avance vers la peinture murale et finit par uriner dessus). Le film débute avec une parodie du générique du film 2001, l'Odyssée de l'espace (époque L'aube de l'humanité), en utilisant la même musique de Richard Strauss et la narration d'Orson Welles.

### Le Temps de la Bible
Dans cette courte seconde partie, nous retrouvons seulement Moïse qui descend du mont Sinaï avec les 15 Commandements qui deviennent les 10 quand Moïse laisse échapper une des trois tablettes qui se brise par terre.

### Le Temps de Rome
Cette partie se déroule à Rome durant les premiers temps de l'Empire. Un comique, Comicus (Mel Brooks) est engagé au Palais pour faire rire l'Empereur Jules César, un gros bonhomme qui passe plus de temps en orgies qu'à gouverner. Il y retrouve Josephus, un esclave noir qui avait essayé de faire monter sa valeur en se faisant passer pour un juif, une suivante de l'impératrice, qui avait sauvé Josephus lorsque celui-ci se faisait rosser par son maître, et l'impératrice, une nymphomane prête à aider n'importe qui, du moment qu'il y ait paiement en nature. Lors d'une des premières scènes du film, Mel Brooks fait une satire du système d'allocations américain, avec une hôtesse qui demande à un gladiateur s'il « a déjà tué cette semaine ? », s'il a « essayé de tuer cette semaine ? », et qui refuse les allocations à Comicus au moment même où celui-ci a retrouvé un travail.

### L'Inquisition espagnole
Ici, c'est un véritable show que nous propose Mel Brooks. En tant que membre de l'Inquisition espagnole, Mel Brooks fait de cette institution catholique le sujet d'une comédie musicale, avec des musulmans et juifs à convertir, des nonnes chantantes, etc.

### La Révolution française
Il nous est ici proposé une vision loufoque de la Révolution française. 1789, Paris est en pleine ébullition. Alors que la misère crie famine dans les rues de la ville, des comités de résistances se forment. Inquiet, un noble, le Comte de Médeuze, propose au roi Louis XVI, un pervers qui passe son temps à peloter les jolies dames de la cour (disant toujours sa citation favorite : « Ça vaut le coup d'être le roi »), de prendre un sosie. Celui-ci, à la base garçon de pisse, est arrêté en présence de Mademoiselle Rimbaud, une Dame de la Cour, et condamné à la guillotine. Mel Brooks propose quelques gags loufoques et savoureux, comme à Versailles où le Comte de Médeuze en train de se soulager dans un seau, ayant dans son champ de vision le Roi et le garçon de pisse, dit : « Ta tête m'est familière », ou encore quand le roi joue aux échecs grandeur nature avec de vraies personnes :
Le roi : « Le cavalier prend la tour, 4 ! A toi Papa Gallo. »
Papa Gallo (un noble) : « Oui Sir. Le pion menace le fou ! »
Le roi : « Le pion menace le fou ! Très bien Papa Gallo, je vais faire usage de mon privilège royal, trois coups de suite pour un, ouai ! »
Le roi : « Le cavalier prend la reine. Et maintenant le fou prend la reine ! Les pions prennent la reine ! PARTOUUUUZE ! Allons-y, allons-y, prenons tous la reine »
Et le roi se précipite sur la reine assaillie de toutes parts.
Le roi : « Balayez-moi ces petites quéquettes, à l’assaut ! »

### L'Histoire du Monde II
Enfin, on trouve la bande annonce d'une Histoire du Monde II, avec Hitler On Ice, des Juifs dans l'espace, etc !

## Fiche technique
- Titre français : La Folle Histoire du monde
- Titre original : History of the World: Part I
- Réalisation : Mel Brooks, assisté de Brian W. Cook
- Scénario : Mel Brooks
- Décors : Harold Michelson
- Costumes : Patricia Norris
- Photographie : Woody Omens
- Montage : John C. Howard
- Musique : John Morris
- Production : Mel Brooks
- Société de distribution : 20th Century Studios
- Budget : 11 000 000 $[2]
- Langue : anglais
- Pays de production :  États-Unis
- Genre : comédie
- Durée : 92 minutes
- Dates de sortie :
  - États-Unis : 12 juin 1981
  - France : 3 février 1982
- Affiche : Jean Mascii (France)

## Distribution
- Mel Brooks  (VF : Jacques Fabbri)  : Moïse, Comicus, Tomás de Torquemada, Louis XVI et Jacques le valet de pisse
- Dom DeLuise  (VF : Roger Carel)  : Jules César
- Madeline Kahn : Impératrice Nympho
- Harvey Korman  (VF : Gabriel Cattand)  : Comte de Médeuze
- Cloris Leachman  (VF : Evelyne Grandjean)  : Madame Defarge
- Ron Carey  (VF : Patrick Préjean)  : Starcus
- Gregory Hines  (VF : Med Hondo)  : Josephus
- Pamela Stephenson  (VF : Céline Monsarrat)  : Mademoiselle Rimbaud
- Spike Milligan : Monsieur Rimbaud
- Shecky Greene  (VF : Claude Nicot)  : Marcus Vindictus
- Sid Caesar : le chef des cavernes
- Mary-Margaret Humes  (VF : Marie-Christine Darah)  : Miriam
- Orson Welles  (VF : Georges Aminel)  : le narrateur
- Hugh Hefner : le romain devant le temple d'Éros
- Barry Levinson : le vendeur de colonnes
- John Hurt  (VF : Daniel Beretta)  : Jésus Christ
- Andrew Sachs : Gérard
- Andréas Voutsinás : Béarnaise
- Jackie Mason : un juif
- Howard Morris  (VF : Philippe Dumat)  : le porte-parole
- J. J. Barry : l'homme préhistorique

## Accueil
Le film a connu un certain succès commercial, rapportant environ 31 672 000 $ au box-office en Amérique du Nord pour un budget de 11 000 000 $. En France, il a réalisé 2 286 783 entrées.
Il recueille 62 % de critiques positives, avec une note moyenne de 5,6/10 et sur la base de 26 critiques collectées, sur le site agrégateur de critiques Rotten Tomatoes.